# سرفيلاوية
السرفيلاوية (الاسم العلمي: Scandiceae ) هي قبيلة من النباتات تتبع فصيلة الخيمية من الرتبة الخيميات.

## أجناس السرفيلاوية
- السقندس (الاسم العلمي:Scandix) عدد الأنواع 81
- السرفيل (الاسم العلمي:Anthriscus) عدد الأنواع 37
- السرفل (الاسم العلمي:Chaerophyllum) عدد الأنواع 110
- المرس (الاسم العلمي:Myrrhis) عدد الأنواع 52
- السرفيل المروح (الاسم العلمي:Osmorhiza) عدد الأنواع 15
- السرفيل المنفوخ (الاسم العلمي:Physocaulis) عدد الأنواع 4
- السرفيل المخطط (الاسم العلمي:Grammosciadium) عدد الأنواع 9
- الكراسنوفية (الاسم العلمي:Krasnovia) عدد الأنواع 1